# MUTYH

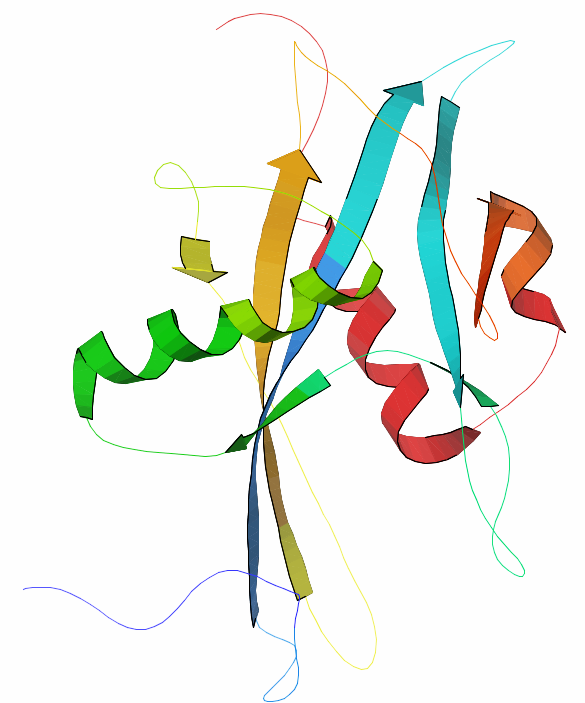
Model wstążkowy domeny NUDIX białka MUTYH

MUTYH (E. coli MutY homolog) – gen kodujący glikozylazę DNA zaangażowaną w proces naprawy uszkodzeń oksydacyjnych DNA. Ten typ naprawy określa się jako naprawę przez wycinanie zasady. Białko MUTYH lokalizuje się w jądrze komórkowym i mitochondriach. Gen MUTYH znajduje się w locus 1p34.3-32.1.

## Choroby
Mutacje genu MUTYH odpowiadają za część przypadków dziedziczonej autosomalnie recesywnie rodzinnej polipowatości gruczolakowatej. Dwie najczęstsze w populacji kaukaskiej mutacje powodują zamianę reszty tyrozynowej na cysteinową w pozycji 165 łańcucha polipeptydowego (zapis Tyr165Cys lub Y165C) i glicynowej na asparaginianową w pozycji 382 (Gly382Asp lub G382D).